# Al Van Dam
Alfons "Al" Van Dam (Antwerpen, 14 september 1929 - Meise, 19 maart 2005) was een Vlaams muzikant, componist en producent.
Als muzikant was hij de vaste pianist van zangeres La Esterella en leidde hij het combo dat zijn naam droeg. Van Dam speelt ook sinds zijn veertiende accordeon. Hij componeerde vele liedjes, onder andere voor De Strangers, van wie hij de meeste platen produceerde. Hij componeerde ook melodietjes voor televisieprogramma's, zoals de jeugdprogramma's Tik Tak en Merlina en de serie De Paradijsvogels. Verder produceerde hij onder andere verschillende elpees met moppen van Tony Bell en de hit "De Werkmens" van Ivan Heylen uit 1973.
Hij was ook de vaste componist voor tal van toenmalige radio- en televisie-indicatiefjes van de BRT (thans VRT), onder meer voor het praatprogramma Met Mike in zee (1984-1985).
Hij was sinds 1963 gehuwd met de Vlaamse zangeres Rina Pia (echte naam: Nini Watripont), met wie hij deel uitmaakte van de Belgische ploeg voor het songfestival ("Europa-Beker") van Knokke-Heist in 1962, gewonnen door Duitsland. Van Dam was ook ereondervoorzitter van de auteursrechtenvereniging SABAM.